# 이형섭
이형섭(1988년 8월 8일 ~ )은 대한민국의 전직 스타크래프트, 스타크래프트 II 프로게이머 출신 프로게임단 감독이다. Choya라는 아이디를 사용하며, 종족은 프로토스이다.
FXOpen 프로게임단 감독으로 활동하기도 했다.
프라시아전기 크리에이터로 "총군호소인"으로 통한다 2024년 2월6일에 거짓해명영상 및 자작극으로
유튜브에서 자취를 감췄다

## 개요
2008년 상반기 드래프트에서 CJ 엔투스의 3차 지명으로 입단하였다.
2008년 8월 임의탈퇴가 공시되면서 사실상 은퇴하였다.
2010년 스타크래프트 II 출시 이후 기존에 자신이 운영하던 fOu 클랜을 스타크래프트 II 프로게임단으로 새롭게 창단, 2013년까지 FXOpen의 감독 겸 선수로 활동하였다.
2013년 2월 23일 자신의 페이스북을 통해 은퇴를 알렸다.
2013년 8월 7일 자신의 SNS를 통해 선수 복귀를 알렸다.
2014년 1월 8일 fOu의 해체로 무소속 신분이 되었으며 2014년 2월 프라임에 입단하였다.
2014년 5월 29일 기사를 통해 프라임을 탈퇴하였다고 소식을 알렸고 무소속 신분이 되었다.
2014년 7월 31일부로 MVP에 입단하면서 스타크래프트 II 종목 감독을 맡게되었다.

## 수상경력

### 선수
- 2007년 제33회 스타크래프트 커리지매치 입상
- 2010년 소니 에릭슨 글로벌 스타크래프트 II OPEN Season 2 64강
- 2010년 소니 에릭슨 글로벌 스타크래프트 II OPEN Season 3 8강
- 2011년 소니 에릭슨 글로벌 스타크래프트 II 리그 Jan Code-S 8강
- 2011년 2세대 인텔 코어 글로벌 스타크래프트 II 리그 Mar Code-S 32강
- 2011년 LG 시네마 3D 글로벌 스타크래프트 II 리그 May Code-A 32강
- 2011년 LG 시네마 3D 글로벌 스타크래프트 II 리그 슈퍼토너먼트 32강
- 2011년 펩시 글로벌 스타크래프트 II 리그 July Code-A 32강
- 2012년 핫식스 2012 글로벌 스타크래프트 II 리그 시즌 2 Code A 48강
- 2014년 2014 WCS 코리아 시즌 2 핫식스 글로벌 스타크래프트 II 리그 코드 A 48강
- 2016년 2016 핫식스 글로벌 스타크래프트 II 리그 시즌 1 코드 A 60강

### 감독
- GSTL Feb. 8강 (fOu)
- GSTL Mar. 8강 (fOu)
- GSTL May. 4강 (fOu)
- 2011 GSTL 시즌 1 12강 (fOu)
- 2012 IPL Team Arena Challenge 2 4위 (FXOpen)
- 2012 GSTL Season 1 4강 (FXOpen)
- 2012 핫식스 글로벌 스타크래프트 II 팀 리그 시즌 2 우승 (vs 5:0 SlayerS) (FXOpen)
- 2012 핫식스 글로벌 스타크래프트 II 팀 리그 시즌 3 우승 (vs 5:3 MVP) (FXOpen)
- 2012 GSL 어워드 '올해의 감독상' 수상 (FXOpen)
- 2013 HotS GSTL Pre Season 4강 (FXOpen)